# Abbévillers
Abbévillers (en franc-comtois : Aibévelai) est une commune française située dans le département du Doubs, la région culturelle et historique de Franche-Comté et la région administrative Bourgogne-Franche-Comté.

## Géographie

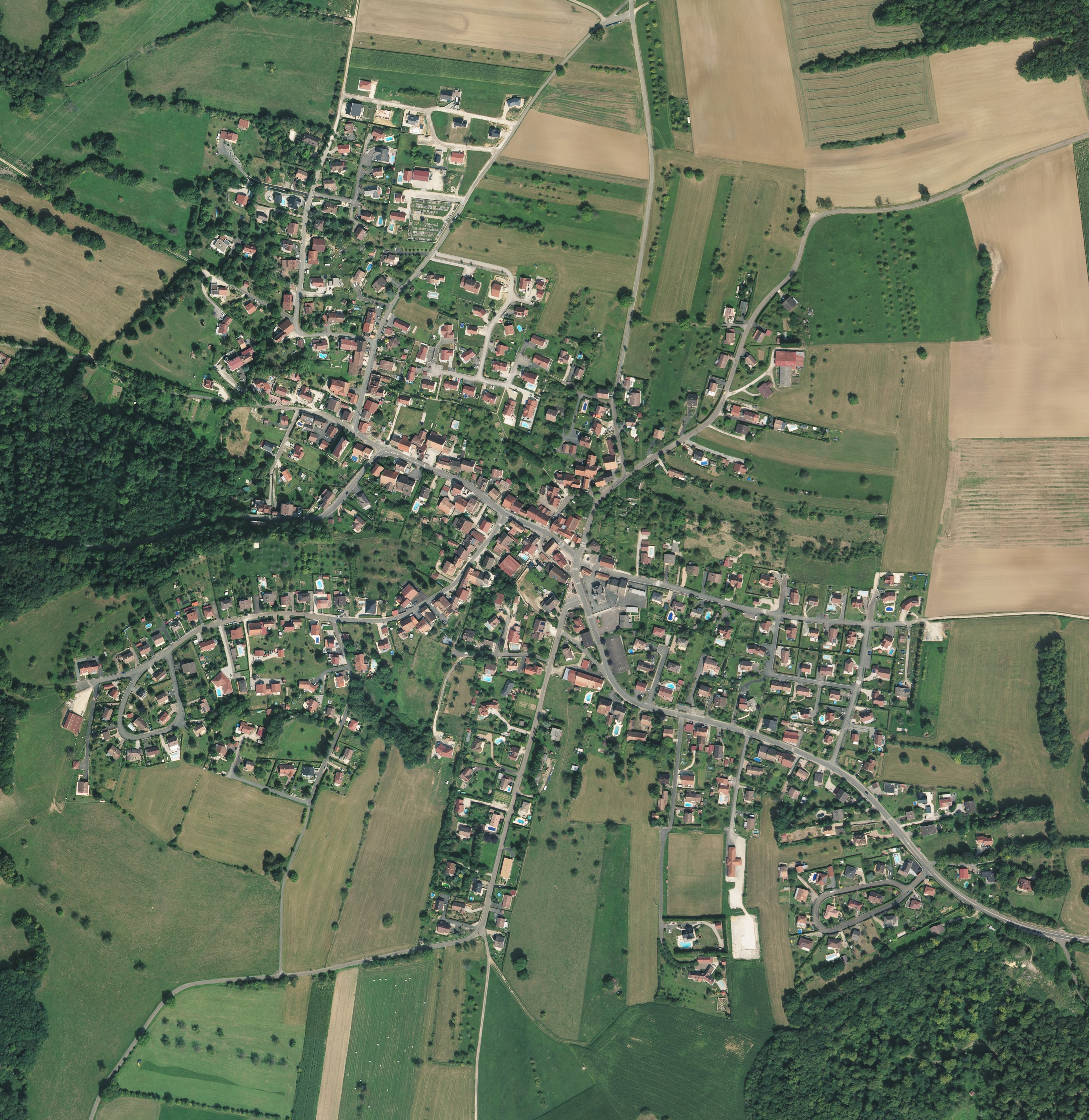
Vue aérienne.

Commune frontalière entre Grandfontaine, Fahy ( Suisse) et Hérimoncourt ( France).

### Climat
Pour des articles plus généraux, voir Climat de la Bourgogne-Franche-Comté et Climat du Doubs.
En 2010, le climat de la commune est de type climat de montagne, selon une étude du Centre national de la recherche scientifique s'appuyant sur une série de données couvrant la période 1971-2000. En 2020, Météo-France publie une typologie des climats de la France métropolitaine dans laquelle la commune est dans une zone de transition entre le climat semi-continental et le climat de montagne et est dans la région climatique Jura, caractérisée par une forte pluviométrie en toutes saisons (1 000 à 1 500 mm/an), des hivers rigoureux et un ensoleillement médiocre.
Pour la période 1971-2000, la température annuelle moyenne est de 8,7 °C, avec une amplitude thermique annuelle de 17,1 °C. Le cumul annuel moyen de précipitations est de 1 255 mm, avec 12,8 jours de précipitations en janvier et 11,1 jours en juillet. Pour la période 1991-2020, la température moyenne annuelle observée sur la station météorologique de Météo-France la plus proche, « Saint-Dizier-L'eveque_sapc », sur la commune de Saint-Dizier-l'Évêque à 6 km à vol d'oiseau, est de 10,1 °C et le cumul annuel moyen de précipitations est de 1 099,4 mm. 
La température maximale relevée sur cette station est de 37 °C, atteinte le 13 août 2003 ; la température minimale est de −17,4 °C, atteinte le 20 décembre 2009,,.
Les paramètres climatiques de la commune ont été estimés pour le milieu du siècle (2041-2070) selon différents scénarios d'émission de gaz à effet de serre à partir des nouvelles projections climatiques de référence DRIAS-2020. Ils sont consultables sur un site dédié publié par Météo-France en novembre 2022.

## Urbanisme

### Typologie
Au 1er janvier 2024, Abbévillers est catégorisée bourg rural, selon la nouvelle grille communale de densité à 7 niveaux définie par l'Insee en 2022.
Elle est située hors unité urbaine. Par ailleurs la commune fait partie de l'aire d'attraction de Montbéliard, dont elle est une commune de la couronne,. Cette aire, qui regroupe 137 communes, est catégorisée dans les aires de 50 000 à moins de 200 000 habitants,.

### Occupation des sols
L'occupation des sols de la commune, telle qu'elle ressort de la base de données européenne d’occupation biophysique des sols Corine Land Cover (CLC), est marquée par l'importance des territoires agricoles (58,7 % en 2018), en diminution par rapport à 1990 (60,5 %). La répartition détaillée en 2018 est la suivante : 
forêts (35,2 %), terres arables (28,8 %), prairies (25 %), zones urbanisées (6,1 %), zones agricoles hétérogènes (4,9 %). L'évolution de l’occupation des sols de la commune et de ses infrastructures peut être observée sur les différentes représentations cartographiques du territoire : la carte de Cassini (XVIIIe siècle), la carte d'état-major (1820-1866) et les cartes ou photos aériennes de l'IGN pour la période actuelle (1950 à aujourd'hui).

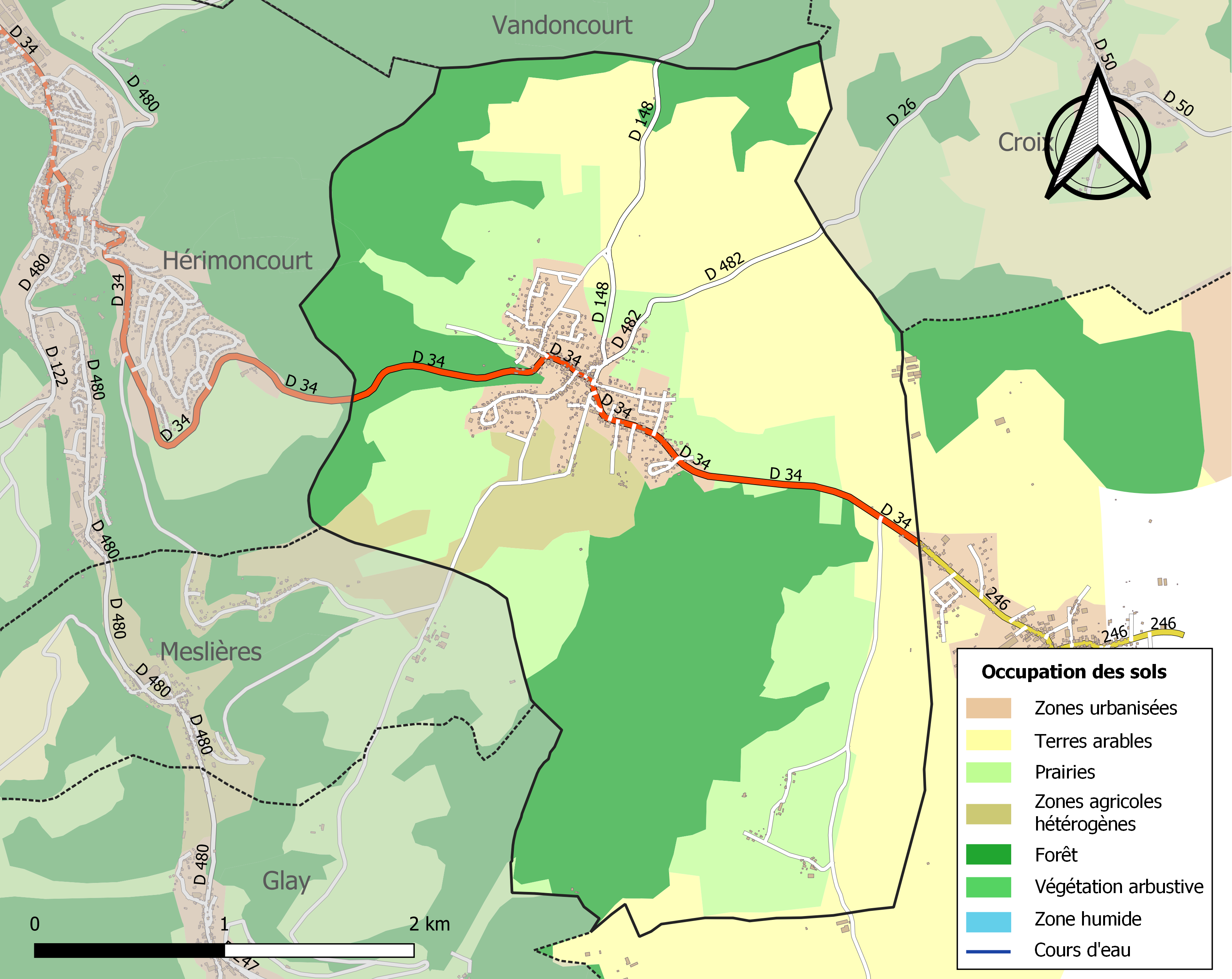
Carte des infrastructures et de l'occupation des sols de la commune en 2018 (CLC).

## Toponymie
Albervillers en 1140 ; Albervillars en 1147 ; Albrechzviler ou Auberveler en 1300 ; Azberveler en 1306 ; Abeveler en 1331 ; Abeviler en 1443 ; Abelviller en 1480 ; Abevillers en 1664.

## Histoire

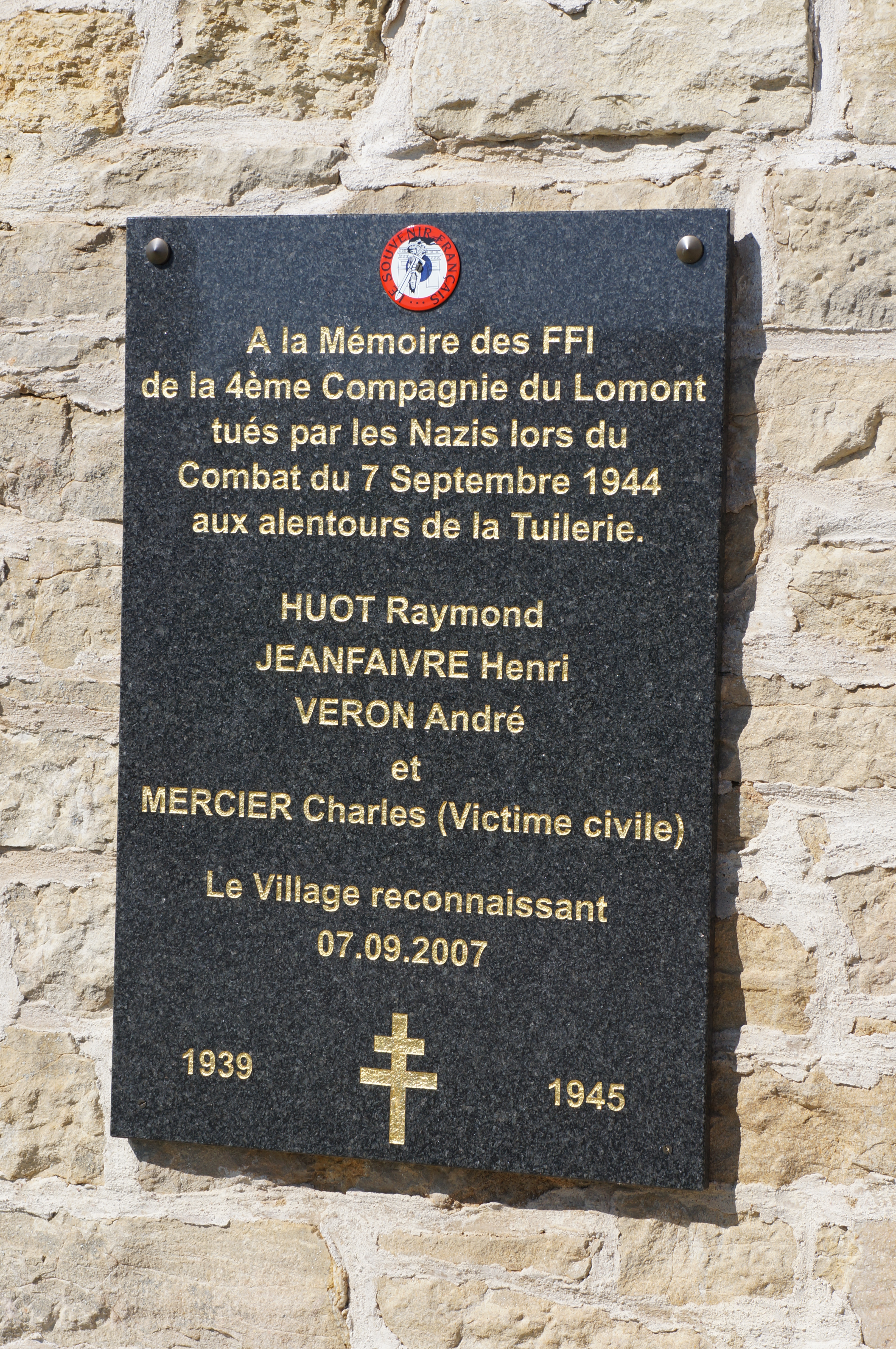
Plaque commémorative.

C'est par les dimes du prieuré de Lanthenans que, pour la première fois en 1147, il est fait mention d'Abbévillers. Par ailleurs, le prieuré de Froidefontaine (puis ses successeurs, les Jésuites d'Ensisheim et le collège royal de Colmar) y percevaient aussi dès avant 1328 une rente foncière annuelle de 2 florins d'or.
Au XIIIe siècle, Abbévillers formait un fief et avait un seigneur de ce nom, vassal du Comte de Montbéliard. On a ainsi de nombreuses reprises de fiefs pour 1297, 1313,1321 etc. Ce seigneur aurait possédé un château fort, il n'en reste rien.
Ces possessions passèrent ensuite par mariage à la famille voisine de Rocourt, et, de cette dernière, aux sieurs de Reischach et Wandelincourt. Ceux-ci, au XVIe siècle, en 1574 et 1579, vendirent le fief au comte Frédéric de Würtemberg-Montbéliard, qui le réunit au domaine Comtal. Un autre fief appartenant à Jacquot de Velatte fut acheté par les Franquemont en 1422. Il fut réuni également au domaine des Montbéliard pendant le XVIe siècle.
Les habitants d'Abbévillers étaient de condition serve et mainmortale ; ils furent affranchis, les uns par la comtesse de Montbéliard, Henriette, en 1431, et les autres par le prince Frédéric en 1584. Devenus taillables et corvéables envers la seigneurie de Montbéliard, ils lui devaient, comme tous les autres sujets : la montre d'armes, le guet et garde au château et ville de Montbéliard.
Les habitants, bien que résidant à l'écart des voies de passage, furent victimes des conflits de l'époque : au XVe siècle, des Écorcheurs, puis des guerres de Bourgogne, au point que le seigneur de Rocourt, en 1480, leur accorda une diminution des tailles dues « jusqu'à ce qu'ils seront accrus et multipliés après les ruines de guerres ». Mais en 1587, quand les troupes de Guise ravagèrent le pays, le village d'Abbévillers subit de grosses pertes, le presbytère fut détruit et Marchelavillers incendié. Mais, c'est pendant la guerre de Trente Ans, à partir de 1635, que les ravages, les pillages, la peste et la famine firent le plus de victimes. Beaucoup d'habitants s'enfuirent en Suisse et ne revinrent que 10 ou 20 ans après. Le pays, décimé, mit de longues années à se remettre.
Malgré l'occupation des troupes de Louis XIV (1676-1697) et les prétentions du roi sur la seigneurie de Blamont, Abbévillers demeura partie intégrante du Comté de Montbéliard jusqu'au rattachement français de 1793.
Lors des difficultés survenues à la mort du prince Léopold-Eberhard, en 1723, c'est par Abbévillers que les plénipotentiaires du duc régnant Eberhard-Louis de Würtemberg-Stuttgart, reprirent  possession de la principauté, convoitée par les enfants illégitimes du feu prince. En 1724, le village connut un épouvantable incendie qui ravagea une dizaine de maisons. Seulement 3 d'entre elles sont millésimées aux dates de 1706,1716 et 1756. Il y avait 62 maisons en 1750.
Des trois dernières guerres, il convient de rappeler seulement qu'en 1870-1871, le futur député Viette commanda avec des francs-tireurs des opérations de diversion le long de la frontière suisse pendant l'avancée puis la retraite de l'armée de Bourbaki.

### Marchelavillers
Cette métairie ou grange est déjà signalée dans la reprise de fief de 1297 avec le Moulin-de-la-Doue. Elle fut rachetée par le prince Frédéric en 1574 et 1579 et réunie au domaine comtal. Dès 1583, le prince y installa une bergerie dévastée en 1587 et qui dura jusqu'à 1635. Détruite par la guerre, elle fut recréée en 1647. En 1725, il y avait 515 ovins sur les pâturages. La ferme était tenue par des métayers. Les soldats français de Blamont essayèrent vainement de s'emparer du hameau après 1723. En 1774, le prince régnant, Charles-Eugène, donna le fief de Marchelavillers à son frère le Stahouder Frédéric-Eugène.

## Politique et administration

### Liste des maires

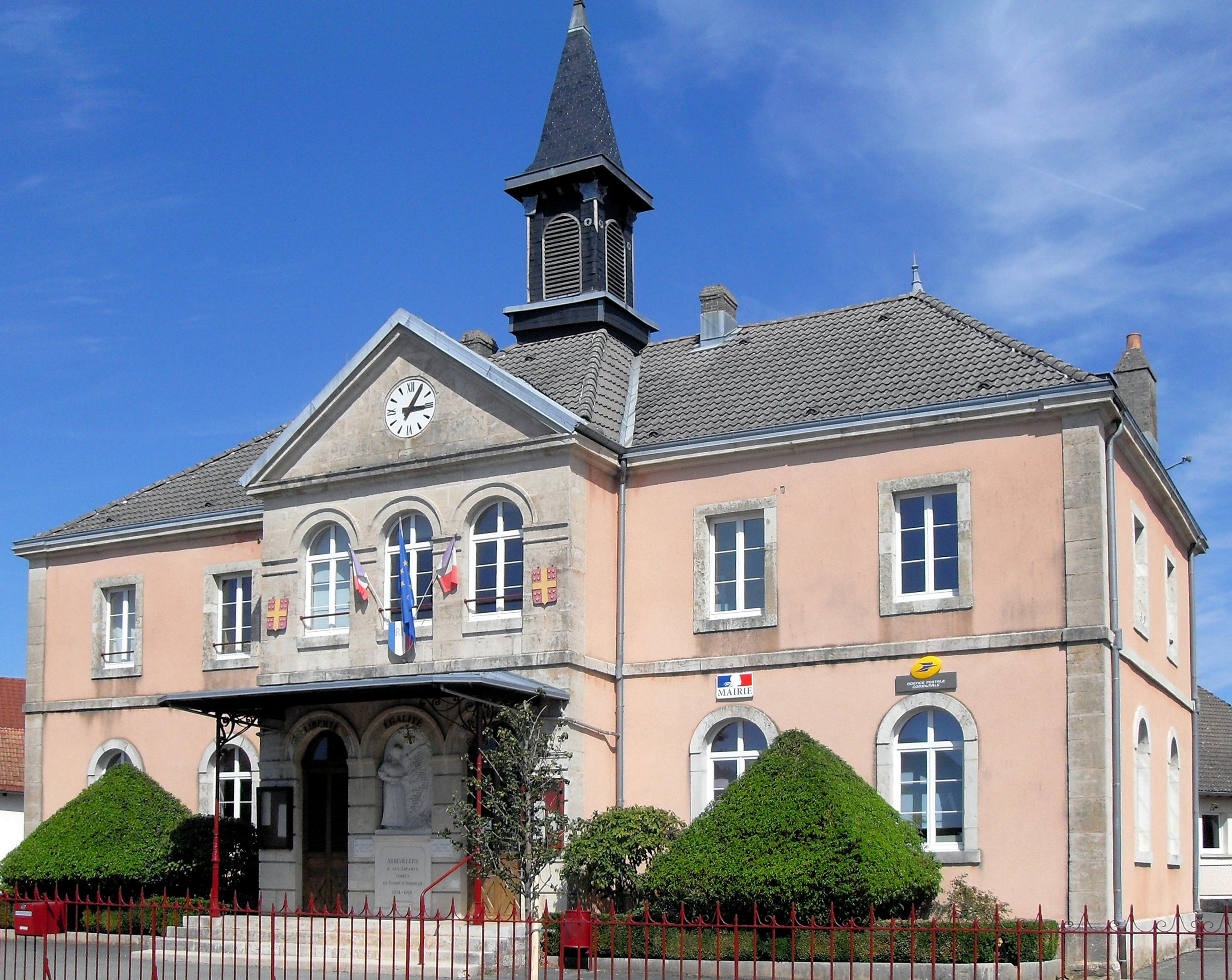
La mairie.

| Période       | Période | Identité                 | Étiquette | Qualité |
| ------------- | ------- | ------------------------ | --------- | ------- |
| 1808          | 1824    | Charles Frédéric Vergon  |           |         |
| 1837          | 1846    | Jean Georges Vesseaux    |           |         |
| juillet 1848  | 1852    | Charles Frederic Mercier |           |         |
| juillet 1865  | 1870    | Pierre Frédéric Bourlier |           |         |
| 1874          | 1888    | Charles Frédéric Vergon  |           |         |
| 1912          | 1919    | Albert Vergon            |           |         |
| au moins 1942 | 1945    | Albert Frédéric Valley   |           |         |
| 1947          | 1953    | William Jules Roy        |           |         |

| Période   | Période                   | Identité                                    | Étiquette | Qualité                                          |
| --------- | ------------------------- | ------------------------------------------- | --------- | ------------------------------------------------ |
| 1995      | mars 2016                 | Pierre Chatelain                            | DVG       | Retraité Fonction publique Réélu en 2008 et 2014 |
| mars 2016 | En cours (au 26 mai 2020) | Joël Vernier Réélu pour le mandat 2020-2026 |           |                                                  |

### Tendances politiques et résultats
Lors des élections européennes de 2019, Abbévillers possède un taux de participation inférieur à la moyenne (45,68 % contre 50,12 %). La liste du Rassemblement national arrive en tête avec 36,87 % des suffrages, contre 23,31 % au niveau national. La liste de la République en Marche obtient un score de 14,75 % des suffrages, contre 22,41 % au niveau national. La liste EELV y réalise  un score de 9,14 % contre 13,48 % au niveau national. La liste de Debout la France obtient 7,67 % contre 3,51 % au niveau national. La France insoumise et le Parti Socialiste obtiennent respectivement 5,60 % et 5,13 % contre 6,31 % et 6,13 % au niveau national. Les listes des autres partis obtiennent des scores inférieurs à 5 %.
Le résultat de l'élection présidentielle de 2012 dans cette commune est le suivant :
| Candidat       | Candidat                    | Premier tour | Premier tour | Second tour | Second tour |
| Candidat       | Candidat                    | Voix         | %            | Voix        | %           |
| -------------- | --------------------------- | ------------ | ------------ | ----------- | ----------- |
|                | Eva Joly (EÉLV)             | 13           | 2,04         |             |             |
|                | Marine Le Pen (FN)          | 207          | 32,45        |             |             |
|                | Nicolas Sarkozy (UMP)       | 160          | 25,08        | 367         | 62,52       |
|                | Jean-Luc Mélenchon (FG)     | 59           | 9,25         |             |             |
|                | Philippe Poutou (NPA)       | 9            | 1,41         |             |             |
|                | Nathalie Arthaud (LO)       | 5            | 0,78         |             |             |
|                | Jacques Cheminade (SP)      | 4            | 0,63         |             |             |
|                | François Bayrou (MoDem)     | 42           | 6,58         |             |             |
|                | Nicolas Dupont-Aignan (DLR) | 7            | 1,10         |             |             |
|                | François Hollande (PS)      | 132          | 20,69        | 220         | 37,48       |
|                |                             |              |              |             |             |
| Inscrits       | Inscrits                    | 792          | 100,00       | 792         | 100,00      |
| Abstentions    | Abstentions                 | 136          | 17,17        | 157         | 19,82       |
| Votants        | Votants                     | 656          | 82,83        | 635         | 80,18       |
| Blancs et nuls | Blancs et nuls              | 18           | 2,74         | 48          | 7,56        |
| Exprimés       | Exprimés                    | 638          | 97,26        | 587         | 92,44       |

Le résultat de l'élection présidentielle de 2017 dans cette commune est le suivant :
| Candidat    | Candidat                    | Premier tour | Premier tour | Deuxième tour | Deuxième tour |  |
| Candidat    | Candidat                    | %            | Voix         | %             | Voix          |  |
| ----------- | --------------------------- | ------------ | ------------ | ------------- | ------------- |  |
|             | Nicolas Dupont-Aignan (DLF) | 6,09         | 38           |               |               |  |
|             | Marine Le Pen (FN)          | 43,43        | 271          | 57,66         | 316           |  |
|             | Emmanuel Macron (EM)        | 17,31        | 108          | 42,34         | 232           |  |
|             | Benoît Hamon (PS)           | 3,04         | 19           |               |               |  |
|             | Nathalie Arthaud (LO)       | 0,96         | 6            |               |               |  |
|             | Philippe Poutou (NPA)       | 0,80         | 5            |               |               |  |
|             | Jacques Cheminade (SP)      | 0,48         | 3            |               |               |  |
|             | Jean Lassalle (RES)         | 1,60         | 10           |               |               |  |
|             | Jean-Luc Mélenchon (LFI)    | 14,26        | 89           |               |               |  |
|             | François Asselineau (UPR)   | 0,48         | 3            |               |               |  |
|             | François Fillon (LR)        | 11,54        | 72           |               |               |  |
|             |                             |              |              |               |               |  |
| Inscrits    | Inscrits                    | 841          | 100,00       | 841           | 100,00        |  |
| Abstentions | Abstentions                 | 199          | 23,66        | 218           | 25,92         |  |
| Votants     | Votants                     | 642          | 76,34        | 623           | 74,08         |  |
| Blancs      | Blancs                      | 15           | 2,34         | 61            | 9,79          |  |
| Nuls        | Nuls                        | 3            | 0,47         | 14            | 2,25          |  |
| Exprimés    | Exprimés                    | 624          | 97,20        | 548           | 87,96         |  |

## Population et société

### Démographie
L'évolution du nombre d'habitants est connue à travers les recensements de la population effectués dans la commune depuis 1793. Pour les communes de moins de 10 000 habitants, une enquête de recensement portant sur toute la population est réalisée tous les cinq ans, les populations de référence des années intermédiaires étant quant à elles estimées par interpolation ou extrapolation. Pour la commune, le premier recensement exhaustif entrant dans le cadre du nouveau dispositif a été réalisé en 2004.

En 2022, la commune comptait 1 099 habitants, en évolution de +6,6 % par rapport à 2016 (Doubs : +1,88 %, France hors Mayotte : +2,11 %).
| 1793 | 1800 | 1806 | 1821 | 1831 | 1836 | 1841 | 1846 | 1851 |
| ---- | ---- | ---- | ---- | ---- | ---- | ---- | ---- | ---- |
| 317  | 357  | 337  | 444  | 436  | 422  | 465  | 472  | 491  |

| 1856 | 1861 | 1866 | 1872 | 1876 | 1881 | 1886 | 1891 | 1896 |
| ---- | ---- | ---- | ---- | ---- | ---- | ---- | ---- | ---- |
| 450  | 450  | 479  | 468  | 476  | 499  | 510  | 486  | 467  |

| 1901 | 1906 | 1911 | 1921 | 1926 | 1931 | 1936 | 1946 | 1954 |
| ---- | ---- | ---- | ---- | ---- | ---- | ---- | ---- | ---- |
| 485  | 479  | 458  | 400  | 414  | 390  | 342  | 332  | 344  |

| 1962 | 1968 | 1975 | 1982 | 1990 | 1999 | 2004 | 2006  | 2009  |
| ---- | ---- | ---- | ---- | ---- | ---- | ---- | ----- | ----- |
| 342  | 405  | 570  | 760  | 817  | 877  | 977  | 1 000 | 1 055 |

| 2014  | 2019  | 2022  | - | - | - | - | - | - |
| ----- | ----- | ----- | - | - | - | - | - | - |
| 1 029 | 1 059 | 1 099 | - | - | - | - | - | - |

### Santé
L'hôpital le plus proche est l'hôpital Nord Franche-Comté situé à Trévenans, dans le Territoire de Belfort (département voisin), entre Belfort et Montbéliard,.

## Culture locale et patrimoine

### Source de la Doue
La Doue sort d'une paroi rocheuse au fond d'une reculée, en formant une petite cascade ; son parcours souterrain a été remonté sur 348 m. Le ruisseau n'est jamais à sec, son débit à l'étiage étant de 50 l/s. La Doue passe à Glay, où elle reçoit les eaux la Creuse, puis se jette dans le Gland qui rejoint le Doubs 12 km plus loin. Le site de la source est inscrit parmi les Espaces naturels sensibles du département du Doubs dans la catégorie : Reculées et/ou milieux rocheux.
Le moulin, alimenté par une dérivation de la source, a sa présence attesté dès le XIIIe siècle. Il figure également sur la carte de Cassini. Propriété du duc de Wurtemberg au XVIIIe siècle, il est vendu, en 1794, comme bien national et rénové en 1809. Il possède 3 roues en 1842. Le site est acquis en 1897 par un banquier dont le fermier obtient l'autorisation "d'exercer l'industrie d'aiguisage et de polissage de limes". En 1907 son nouveau propriétaire, Nicolas Schligler-Deiss, installe un atelier de "taillage de vieilles limes". En 1936 à 1951, le moulin est utilisé comme scierie. Il devient une habitation avant d'être acheté, en 2006, par le syndicat intercommunal de la Vallée du Gland, et ouvert au public. La roue à 48 augets de 3,70 m de diamètre est utilisée, depuis 2009, pour entrainer un générateur électrique,.

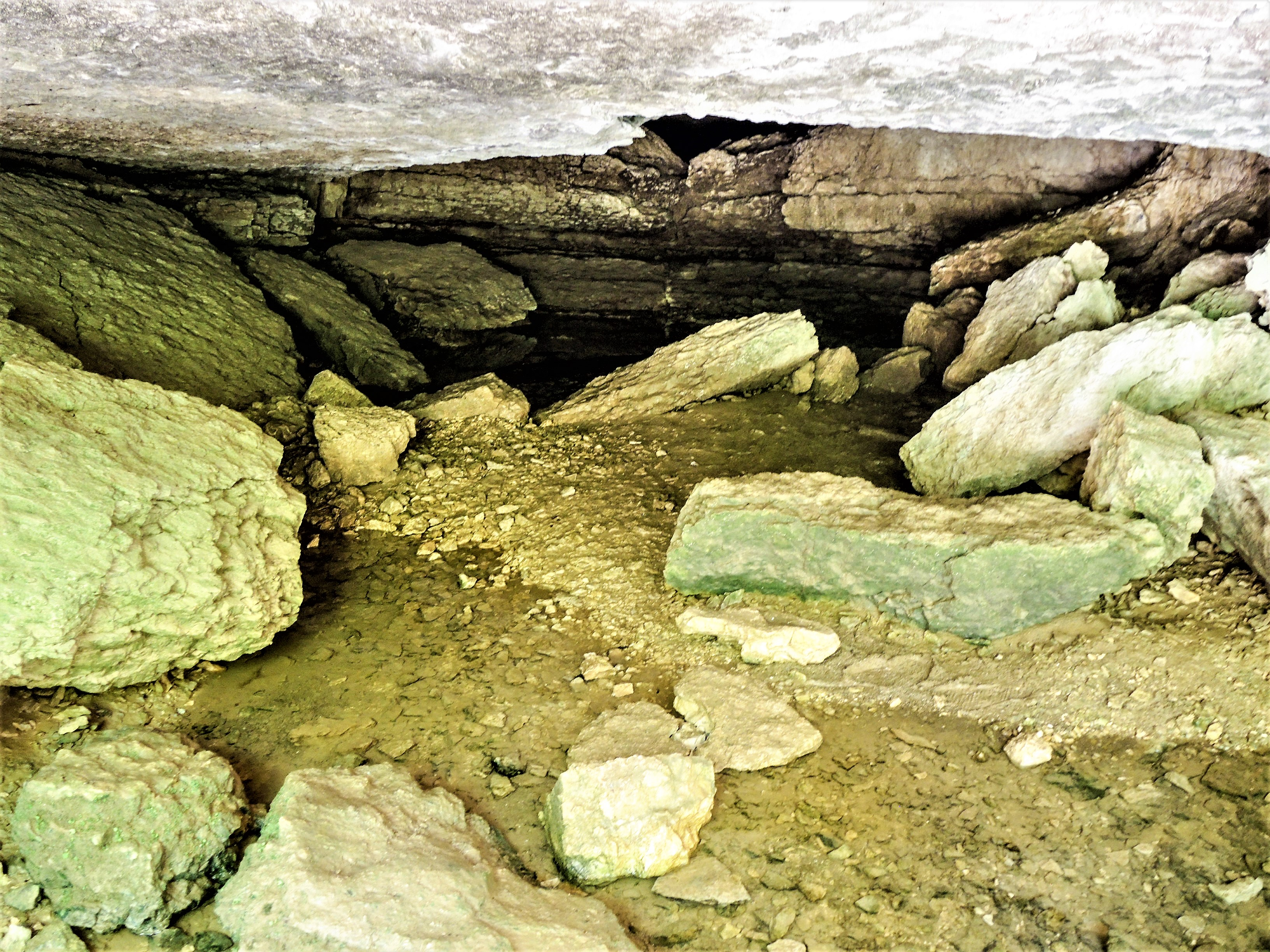
La source sous la roche.
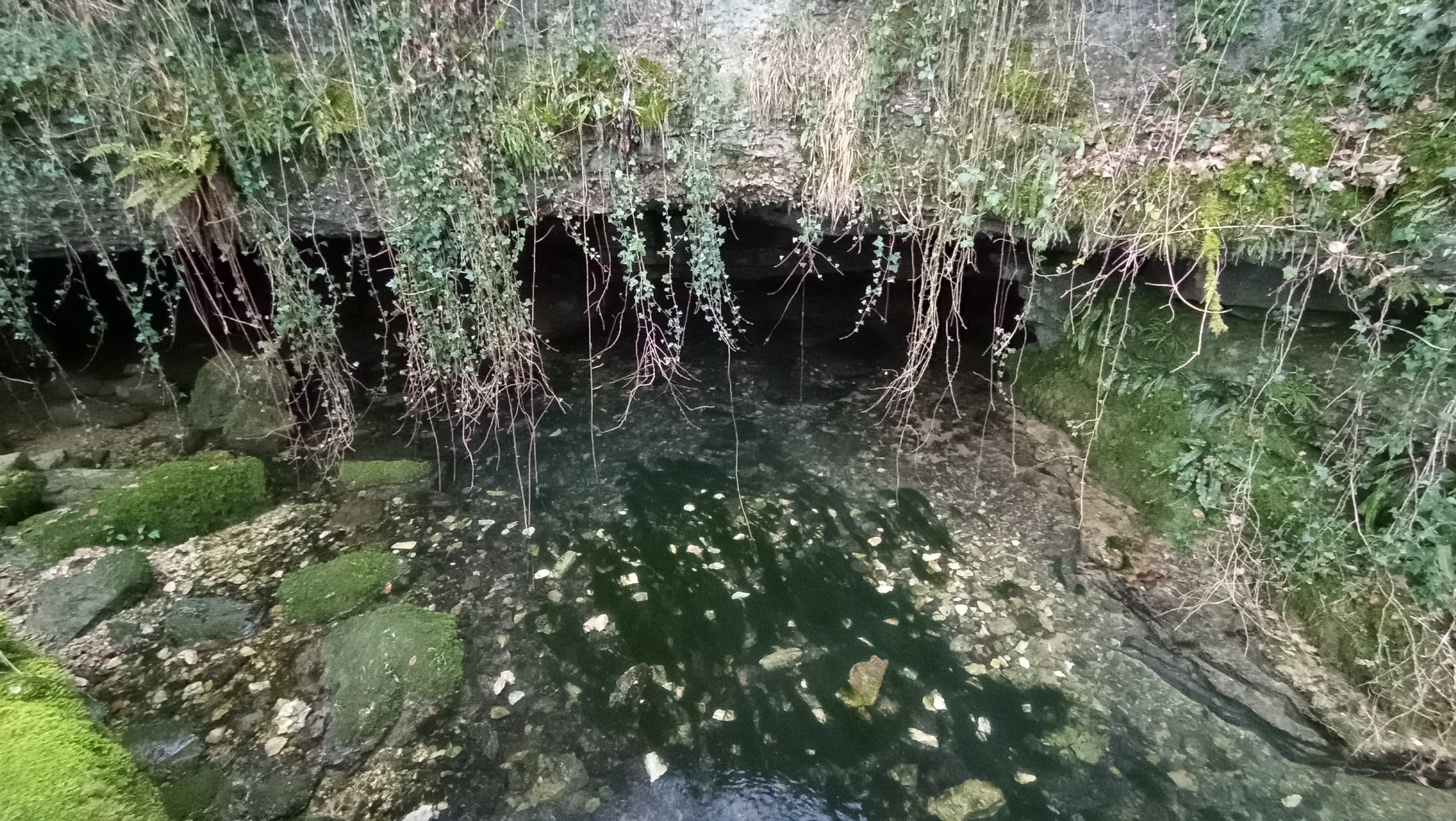
La source de la Doue.
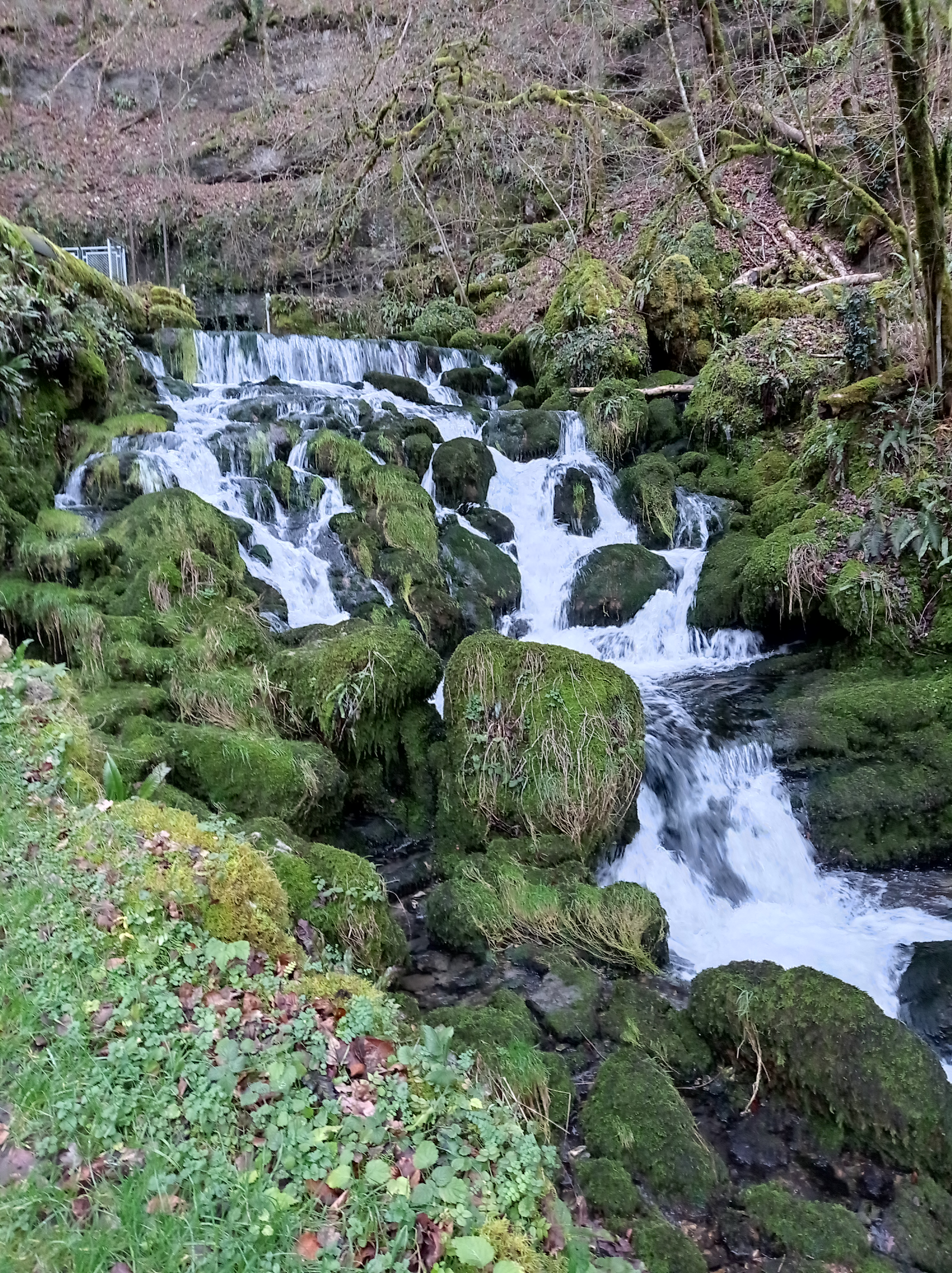
La cascade.

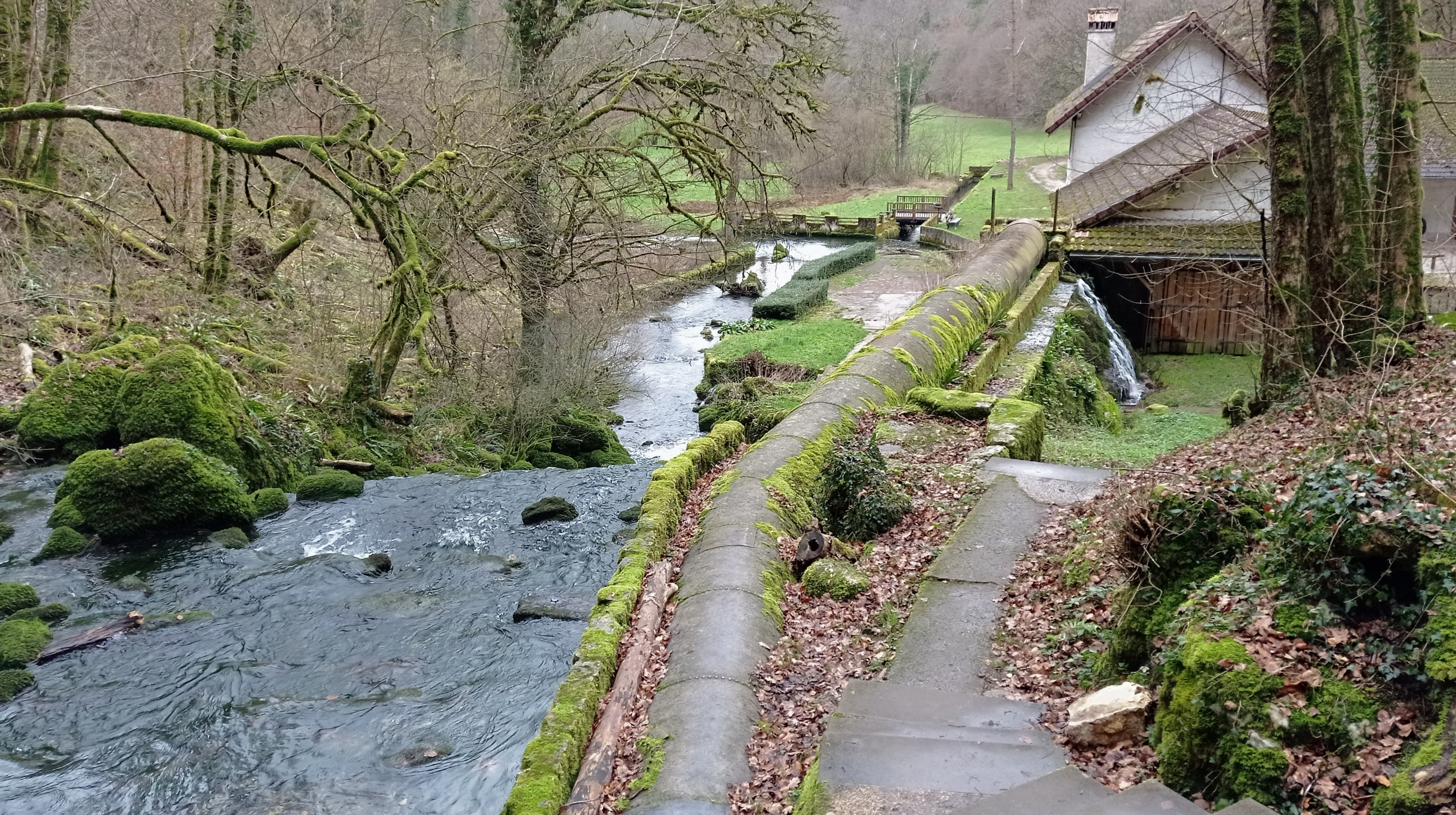
Le ruisseau et le conduit de la prise d'eau.
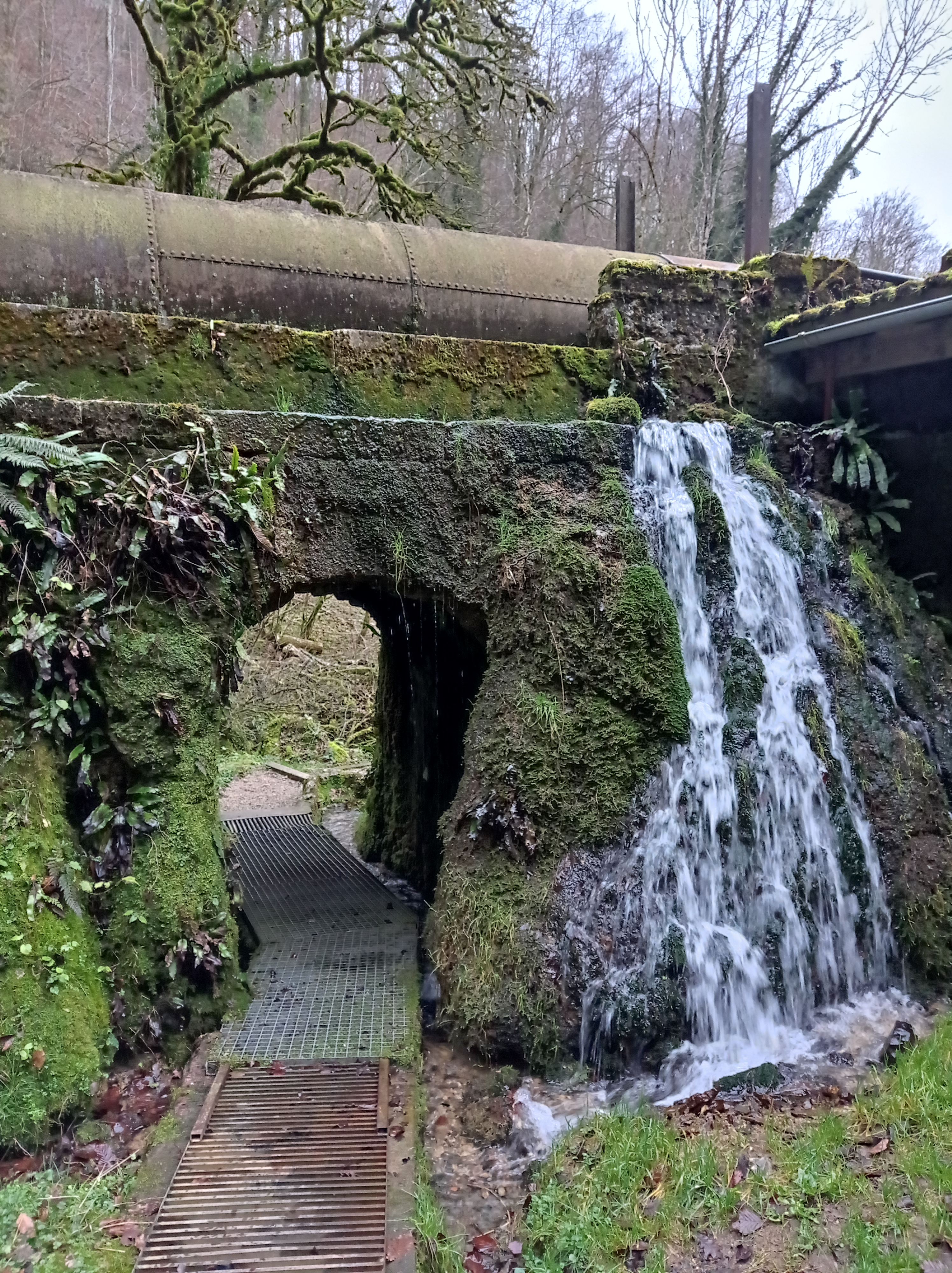
Passage sous la conduite d'eau.
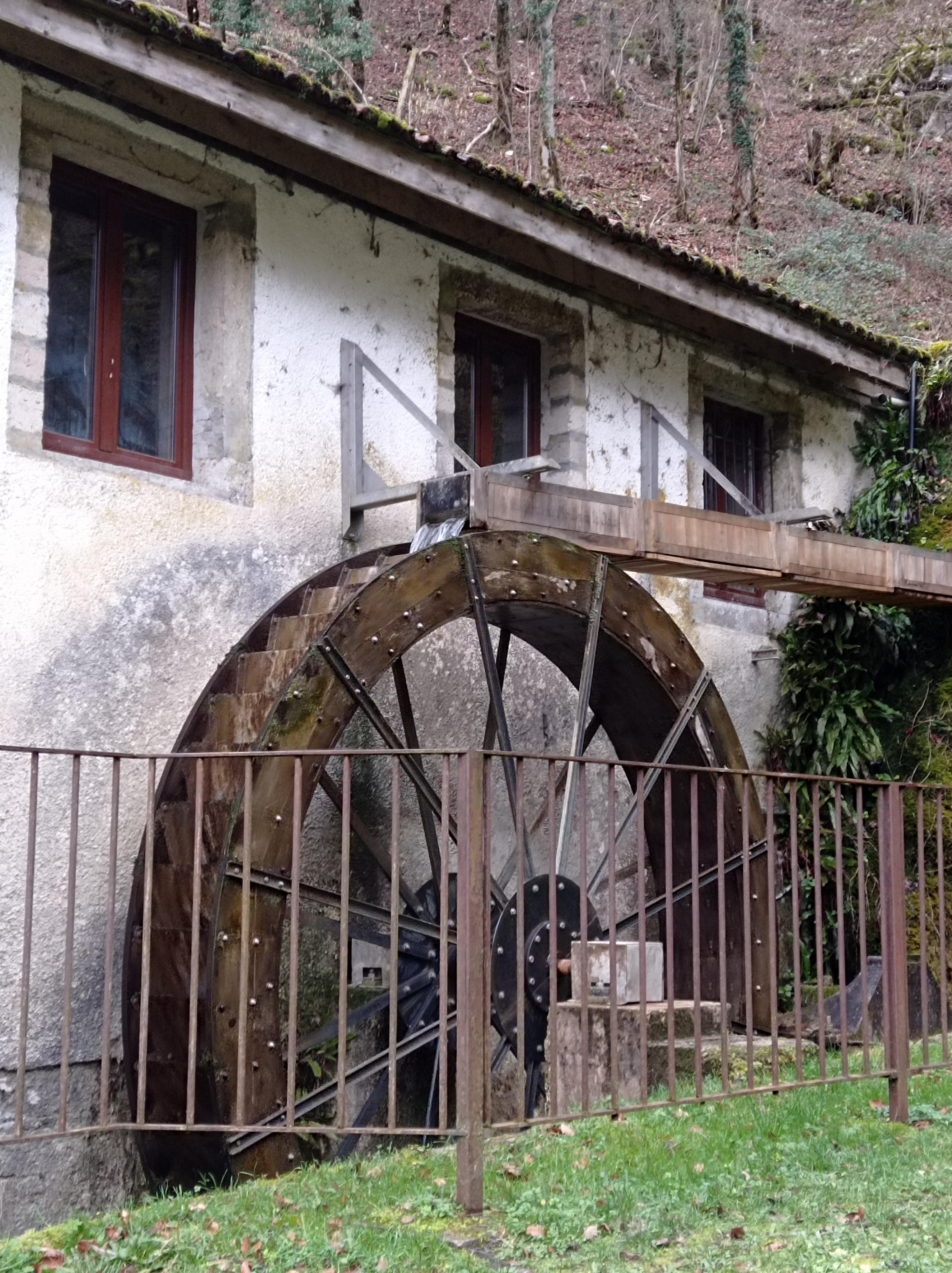
La roue du moulin restaurée.
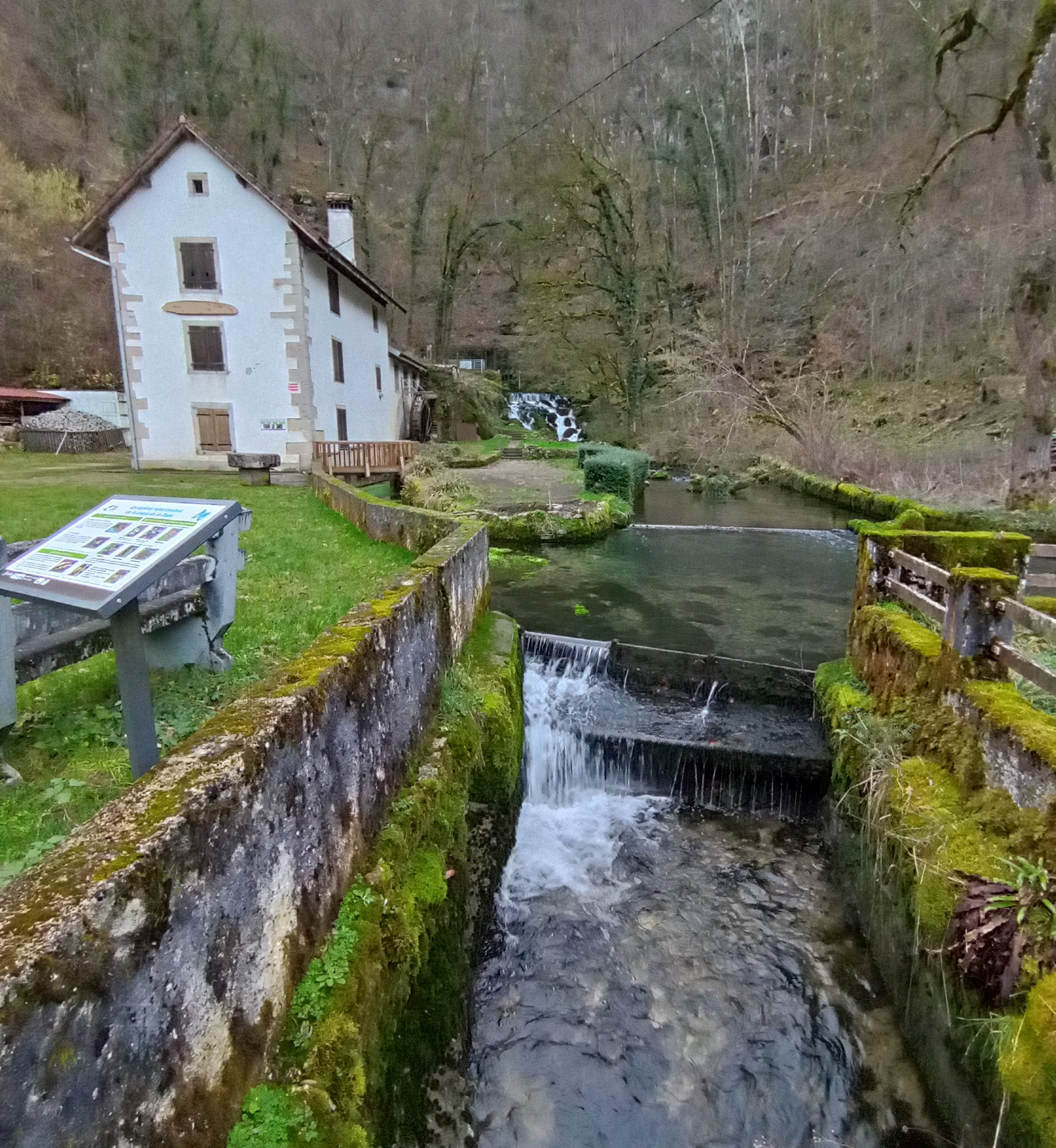
La Doue canalisée et l'ancien moulin..

### Lieux et monuments
- Le monument aux morts sur la façade de la mairie, signé Armand Bloch.

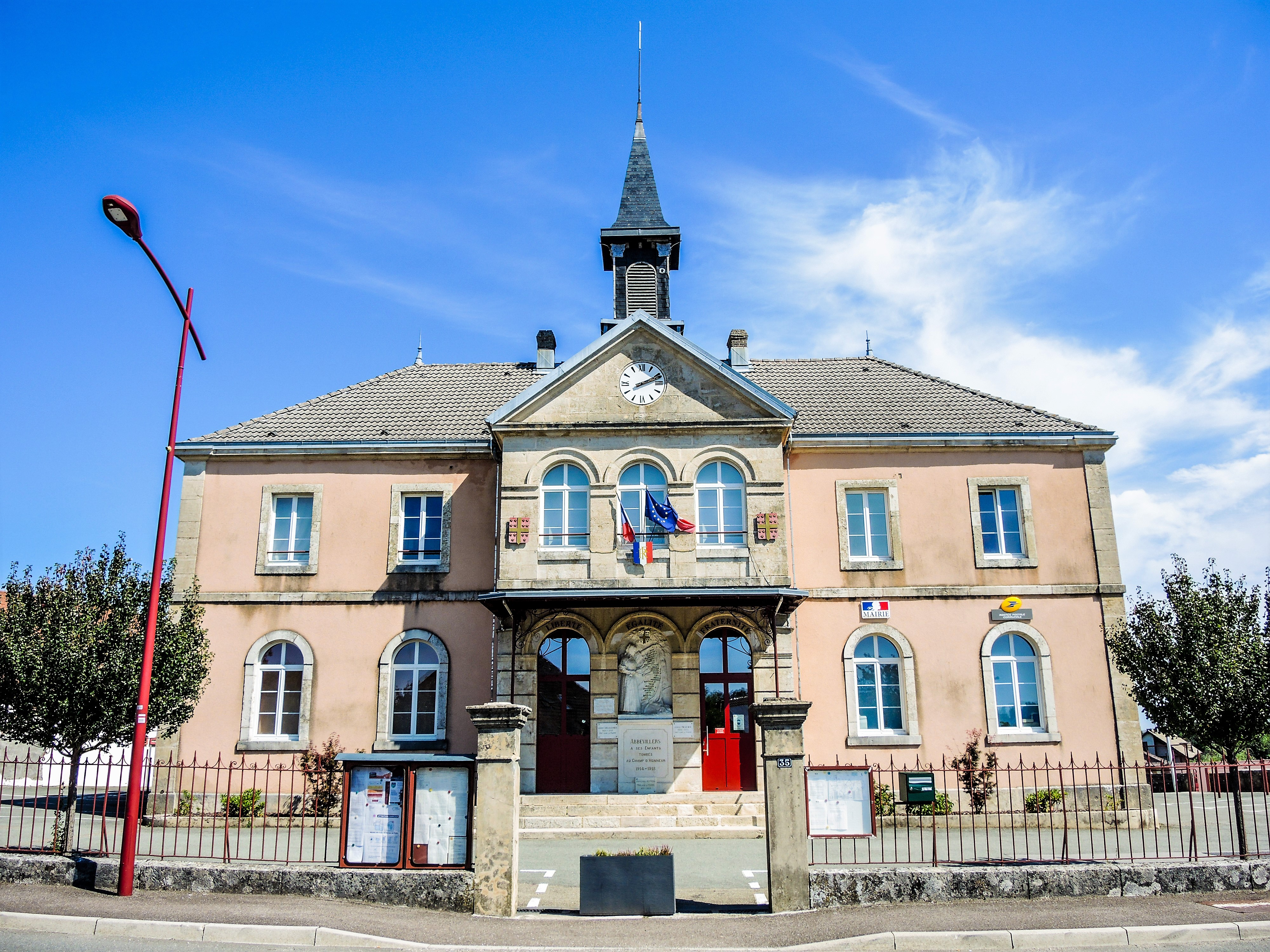
Vue générale de la mairie.
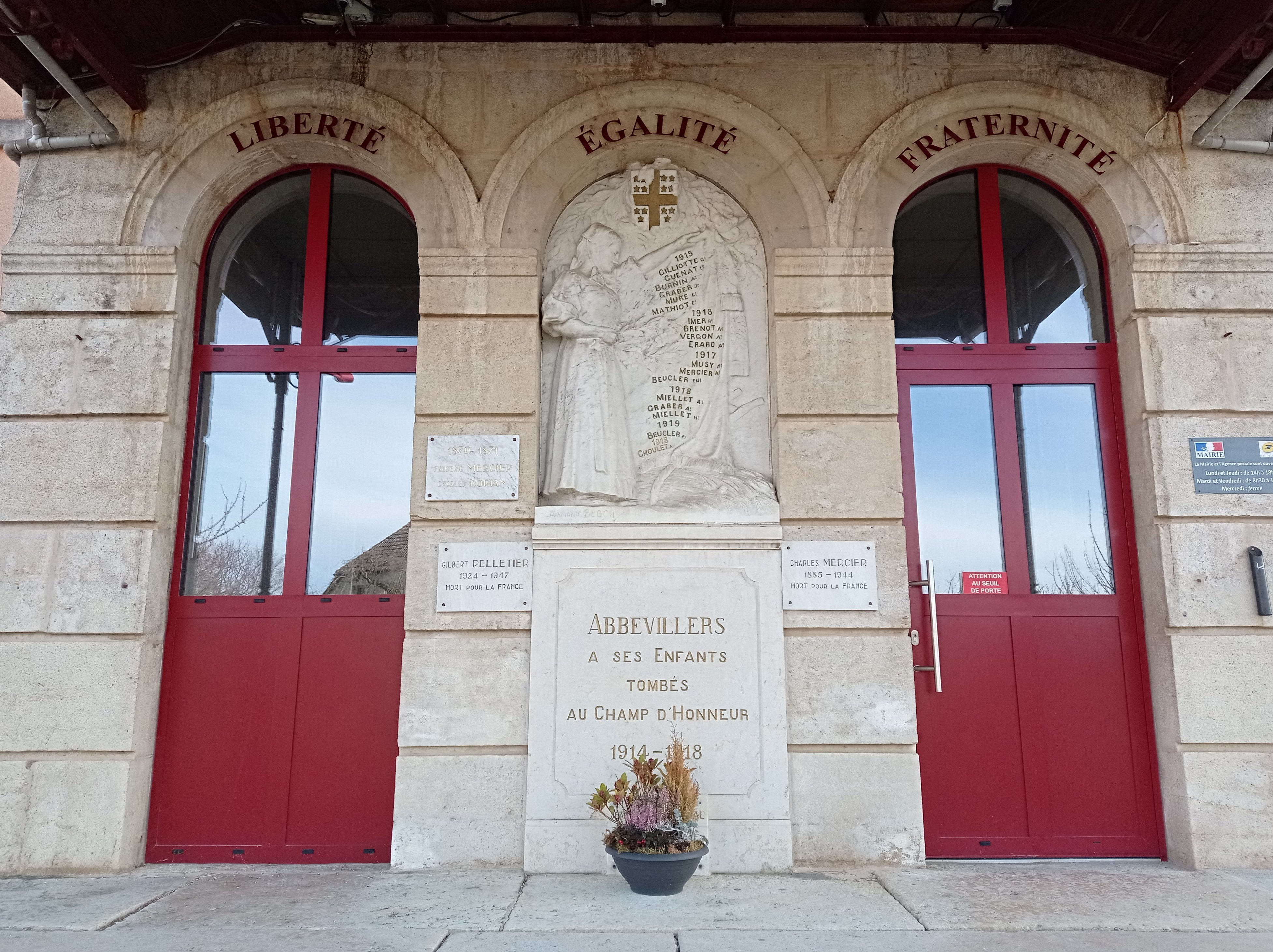
L'entrée de la mairie.
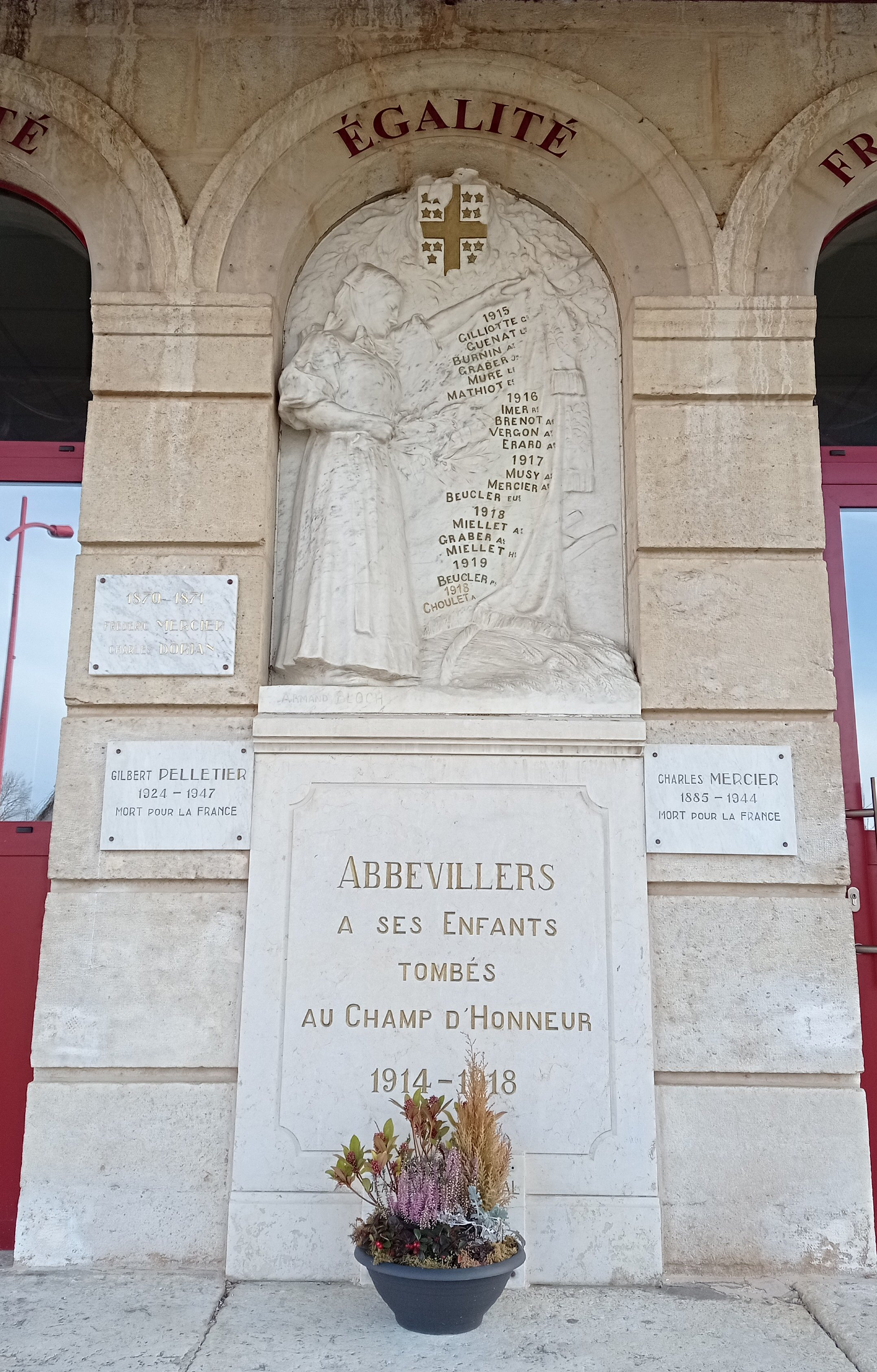
Le monument aux morts.
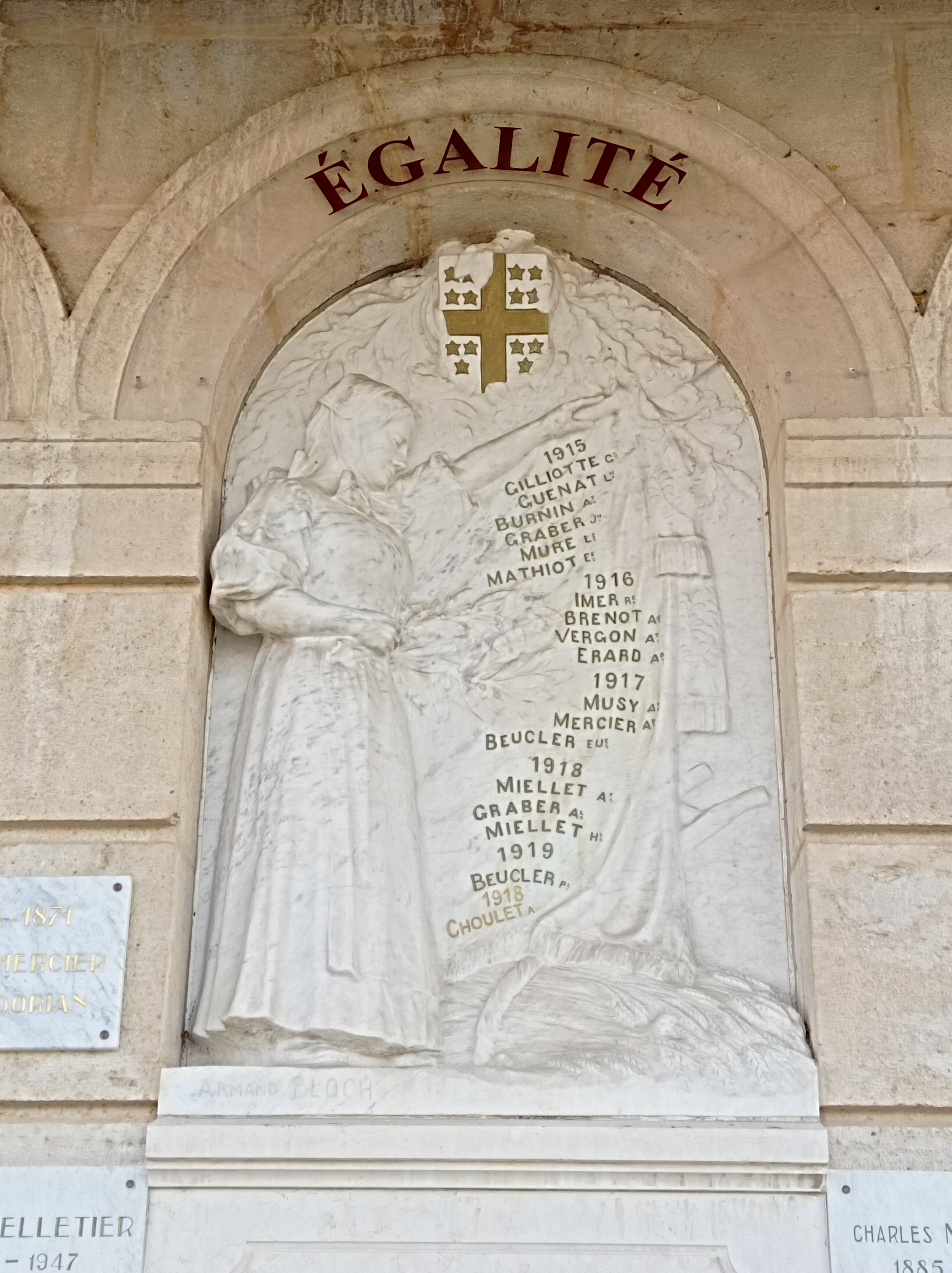
Le bas relief signé Armand Bloch.

- Un four à chaux ainsi qu'un four à tuile et brique sont construits en 1876 et mis en activité en 1877. Ces fours ferment en 1918 par manque de personnel, ils sont relancés en 1949 par Henry Beuclert et René Evalet avant de fermer définitivement en 1954. Le four à chaux est en partie démoli en 1998. L'année suivante la mairie décide de conserver et rénover l’ensemble[27].

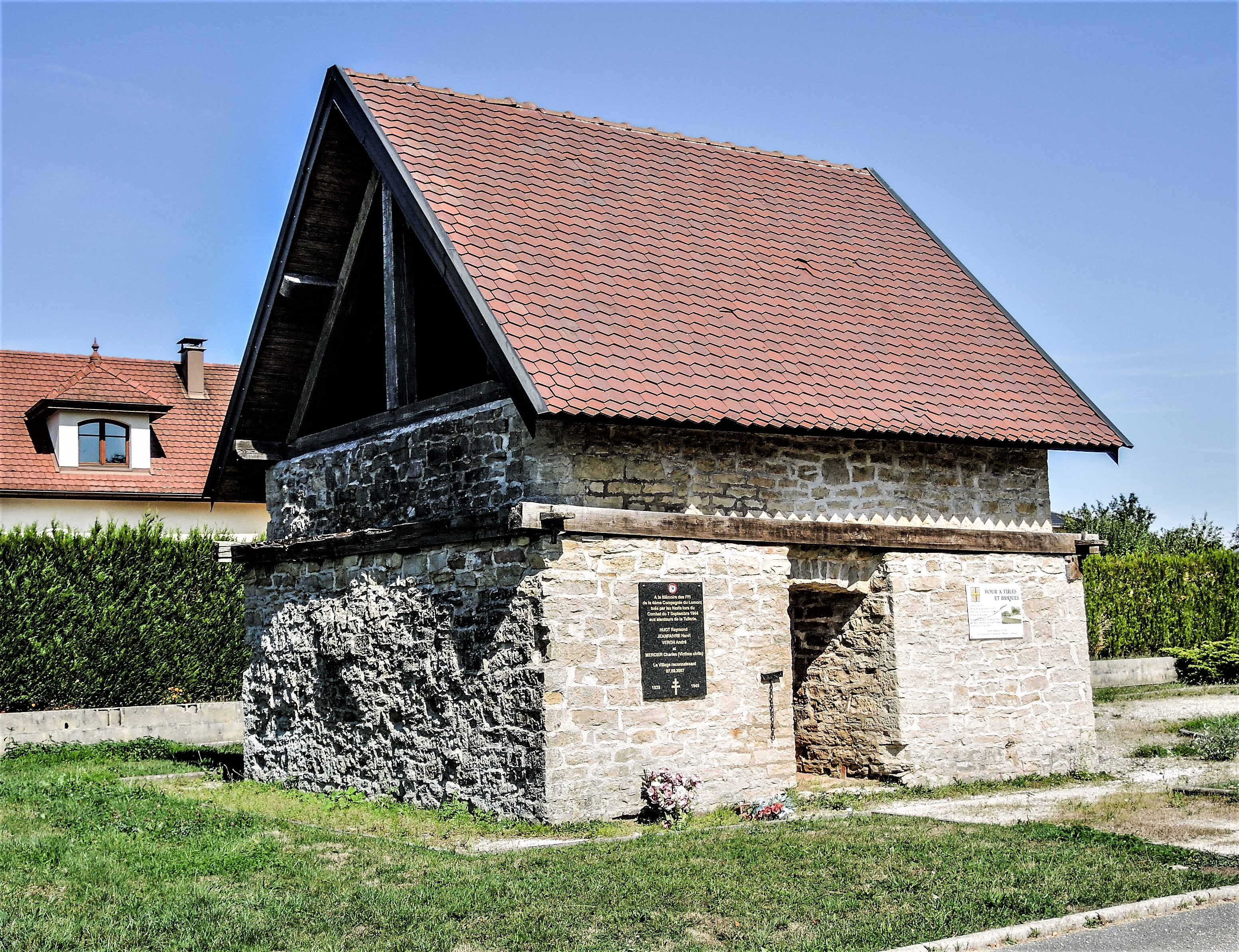
Ancien four à briques et à tuiles restauré.
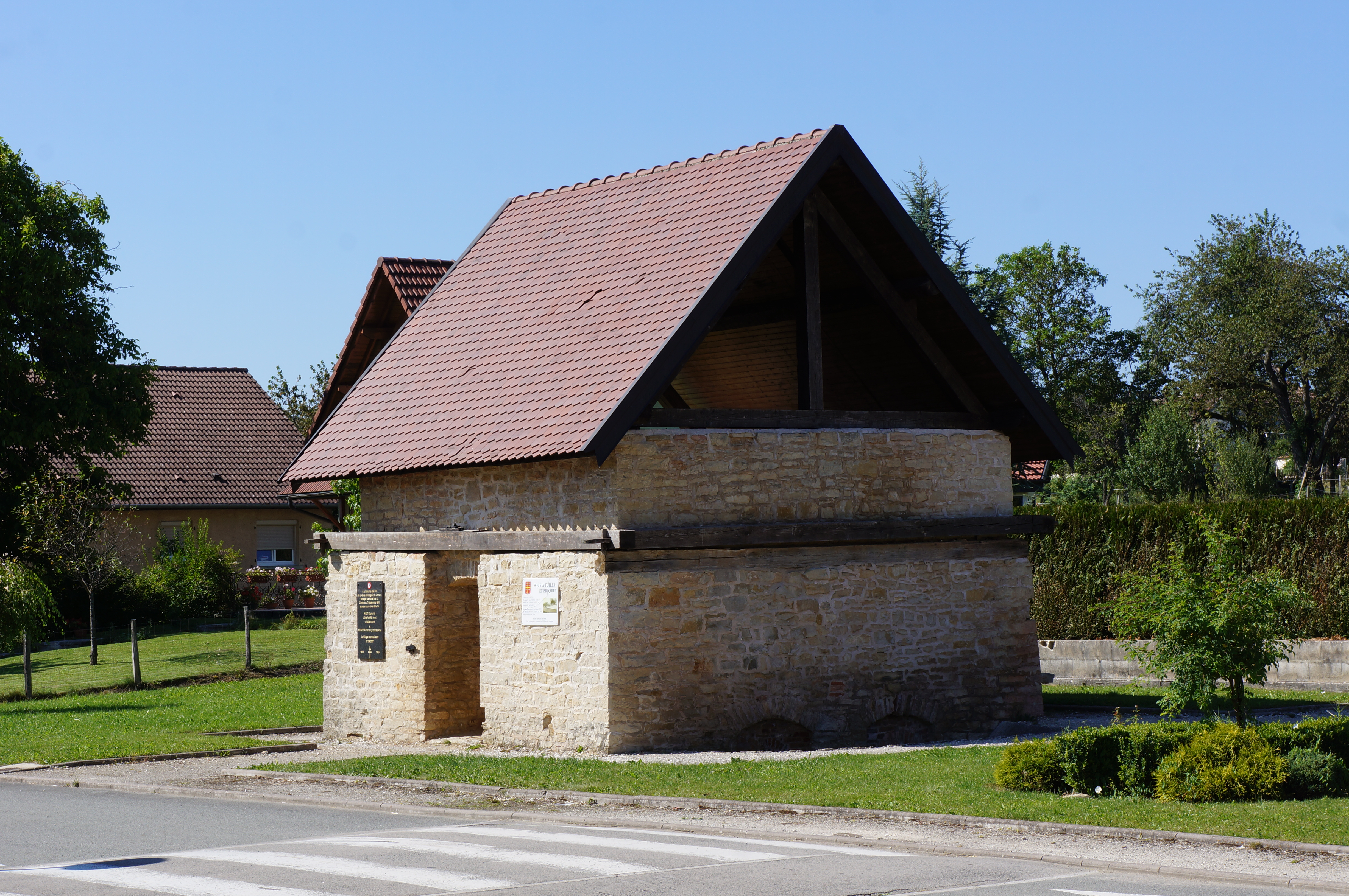
Le four à briques et tuiles.
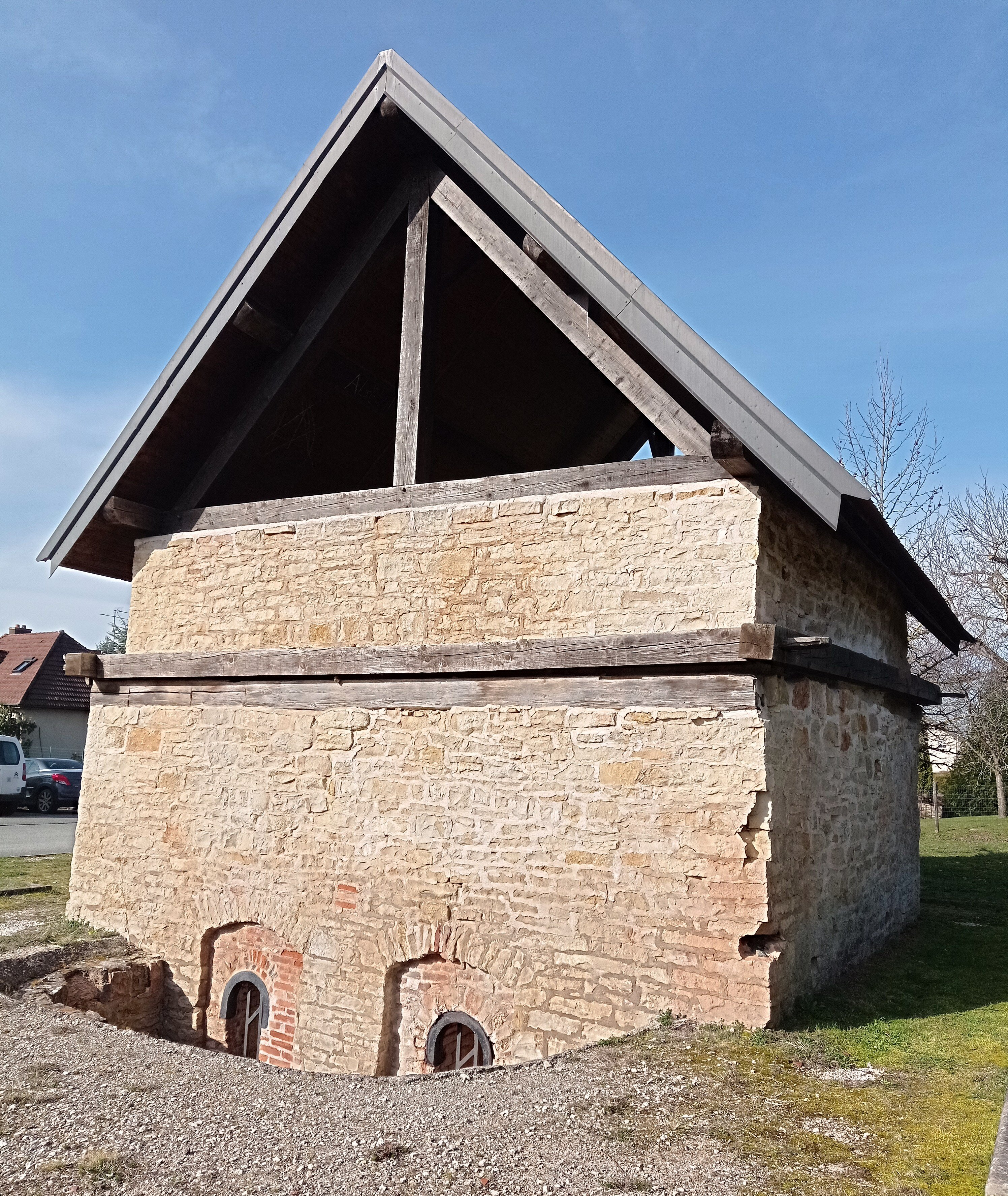
Vue sur la façade comportant les ouvertures des foyers de chauffe..
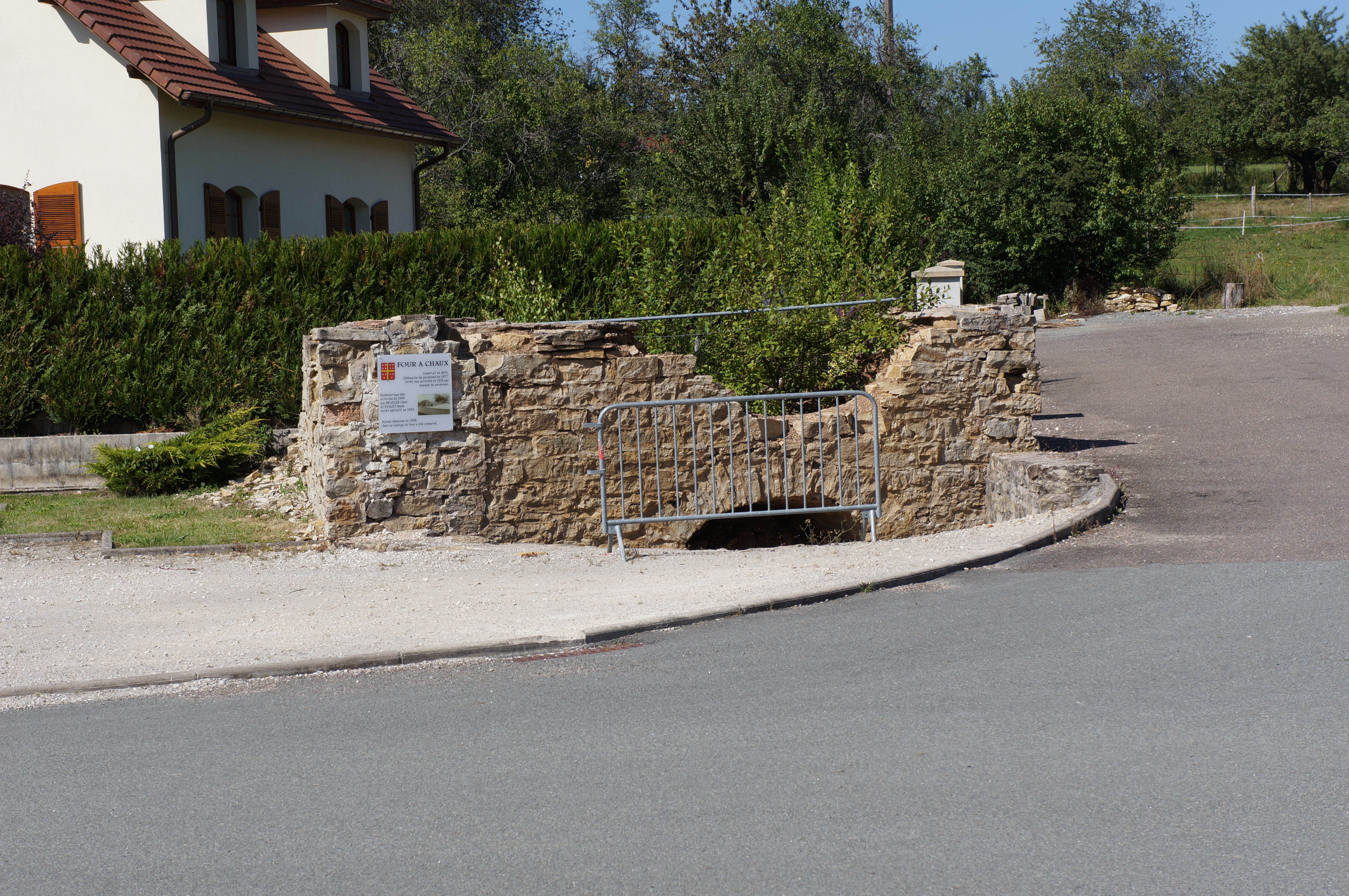
Le four à chaux en 2013.

- Cimetière anabaptiste La Schaefferie/la Mine.

### Héraldique
| Armoiries de Abbévillers | Les armoiries de Abbévillers se blasonnent ainsi : « De gueules à la croix d'or cantonnée de quatorze étoiles, quatre dans chaque canton du chef et trois dans chaque canton de la pointe. » |